# Fytoedafon
Fytoedafon je název pro jednu z mnoha životních forem „rostlin“. Jedná se o organismy původně řazené do říše rostlin žijící v půdě. V tomto případě jsou to převážně bakterie v současné době řazené do říše Bacteria nebo rozdělované na dvě říše Eubacteria a Archebacteria. Dále mezi fytoedafon můžeme řadit kořeny živých rostlin, houby nebo řasy